# Діапензієві
Діапензієві (Diapensiaceae) — родина трав'янистих рослин порядку вересоцвіті (Ericales).

## Опис
Це в основному вічнозелені, трав'янисті рослини або дрібні напівчагарники. Ростуть у від вертикального до повзучого положенні. Листові пластини прості або перисті. Квіти окремішні або розташовані в китицях. Насіння невелике, циліндричне, коричневе. Хромосом n = 6.

## Поширення
Це невелика родина що включає 12 видів у 5 родах, які живуть у Північній Америці та Євразії. У Європі (але не в Україні) проживає вид Diapensia lapponica. Рослини процвітають в умовах від арктичного до помірного клімату і, часто, на альпійських висотах. Вид Galax urceolata використовується як декоративна рослина.

## Галерея

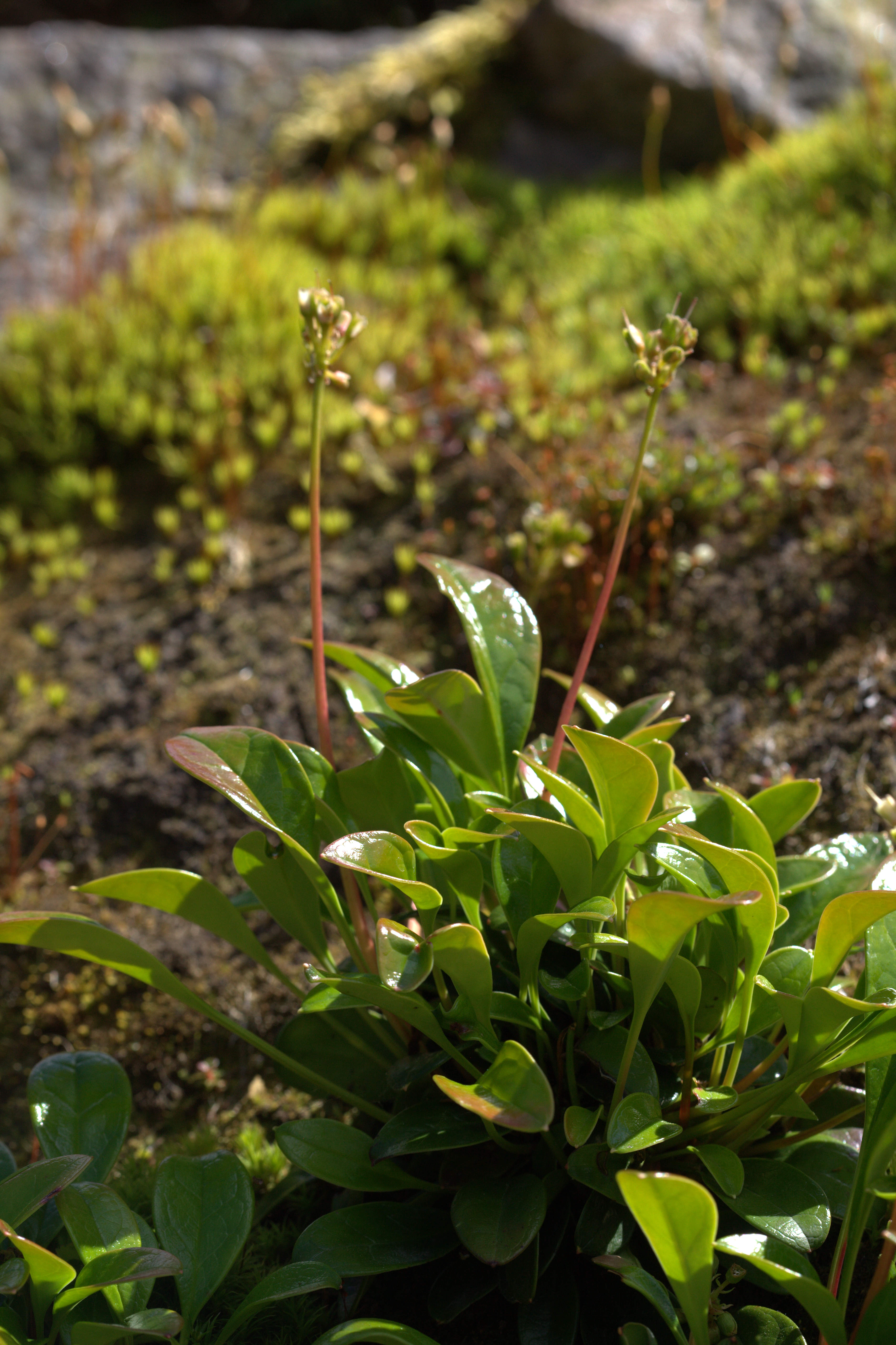
Berneuxia thibetica
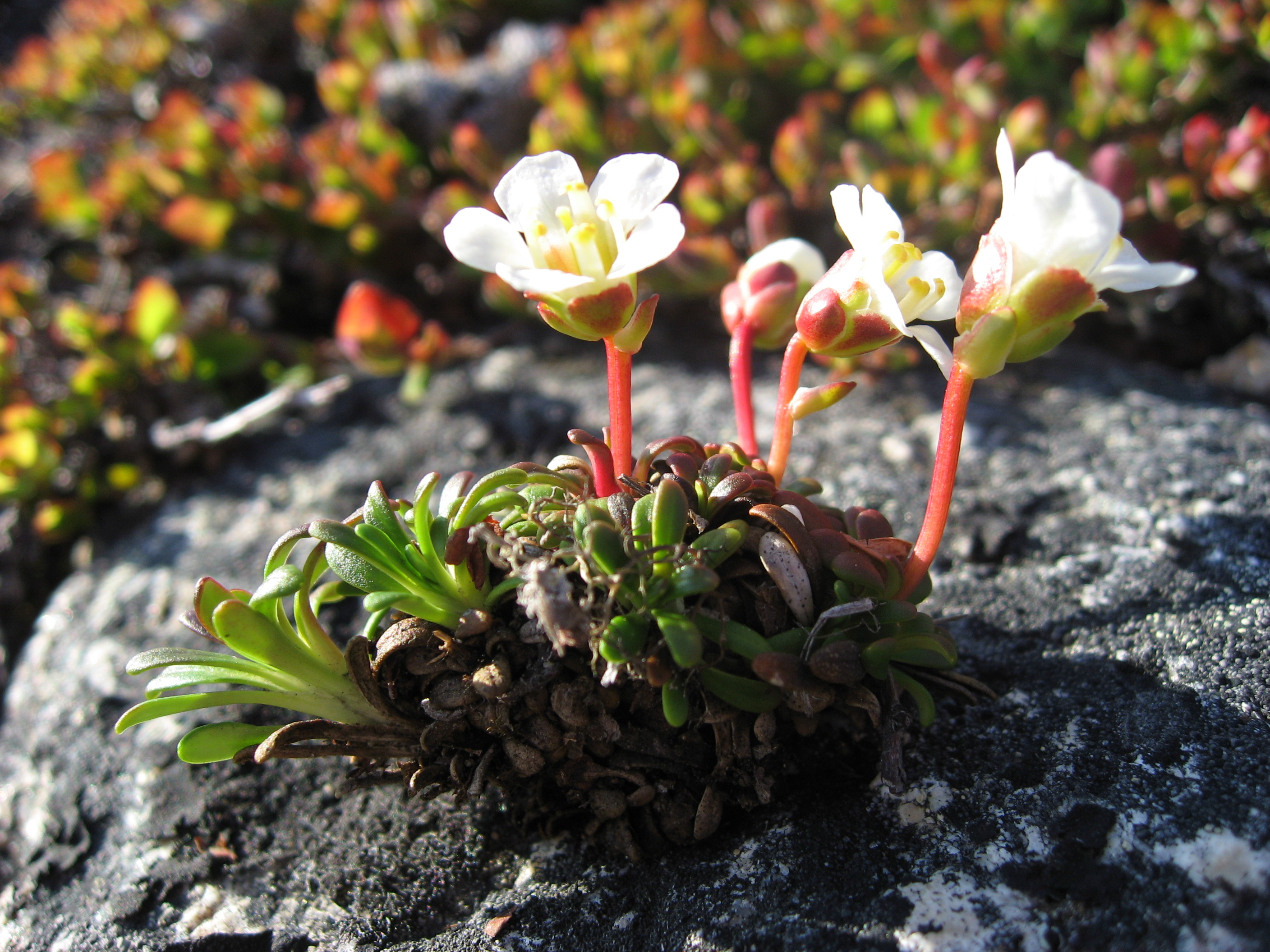
Diapensia lapponica
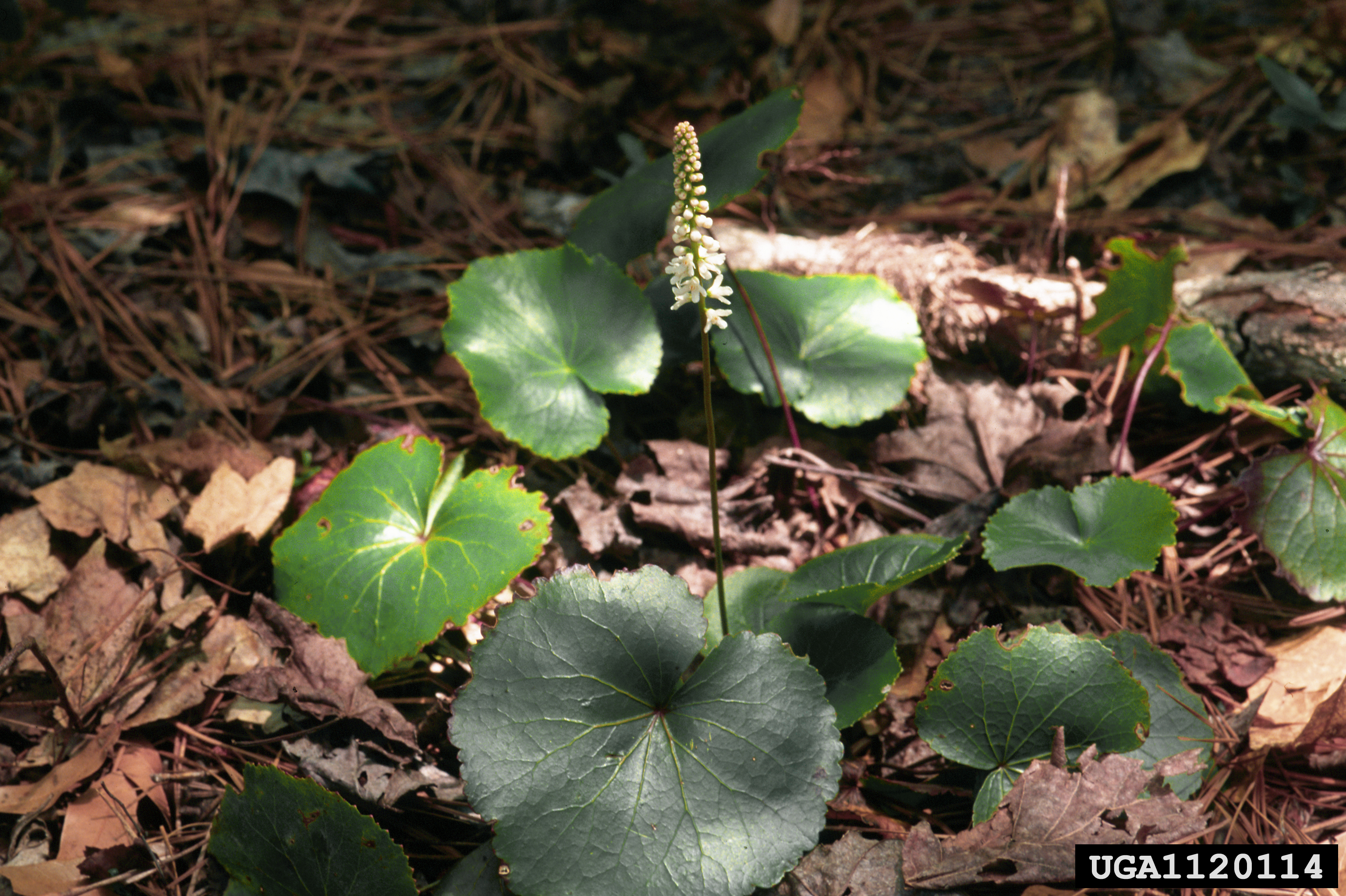
Galax urceolata
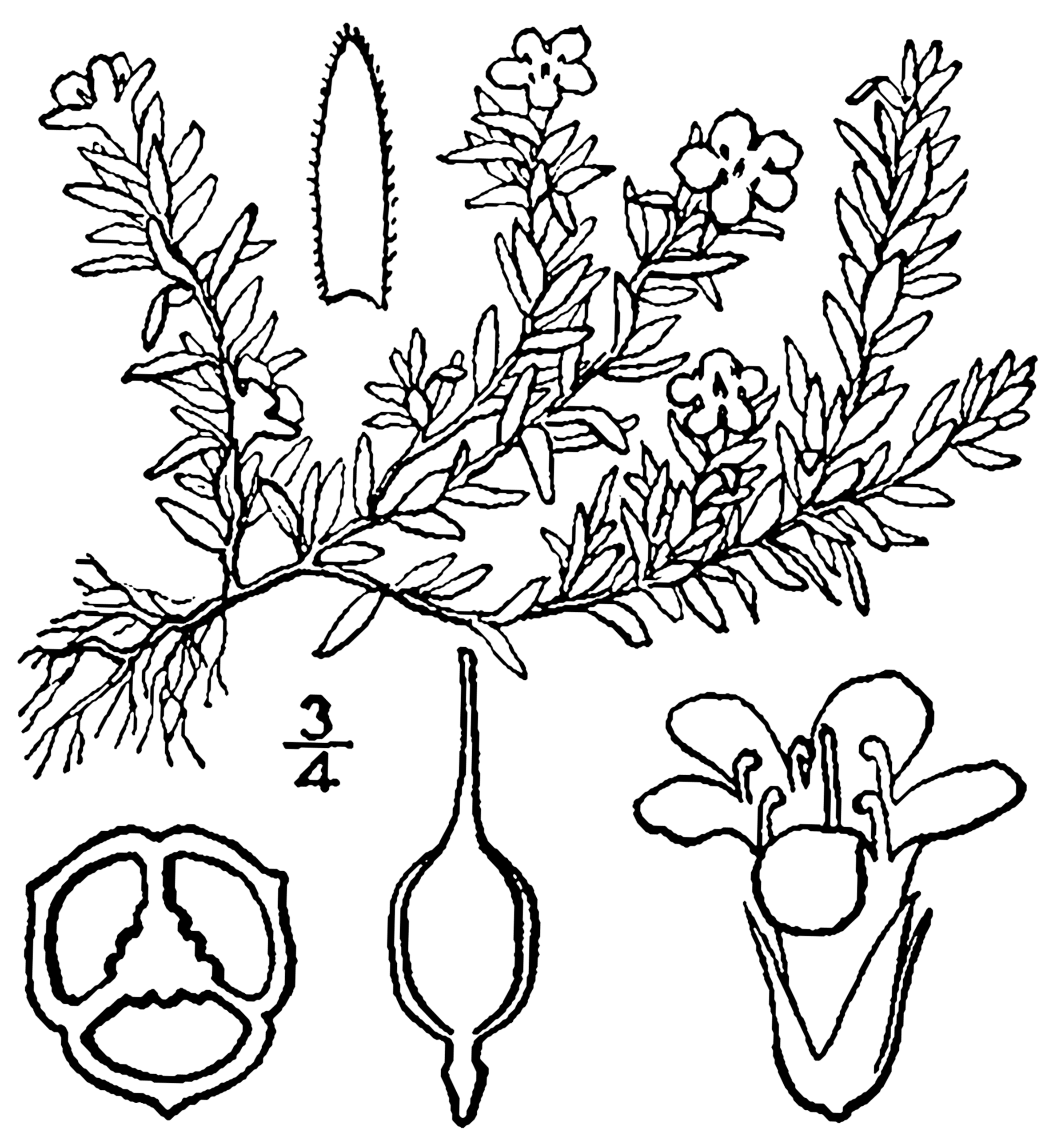
Pyxidanthera barbulata
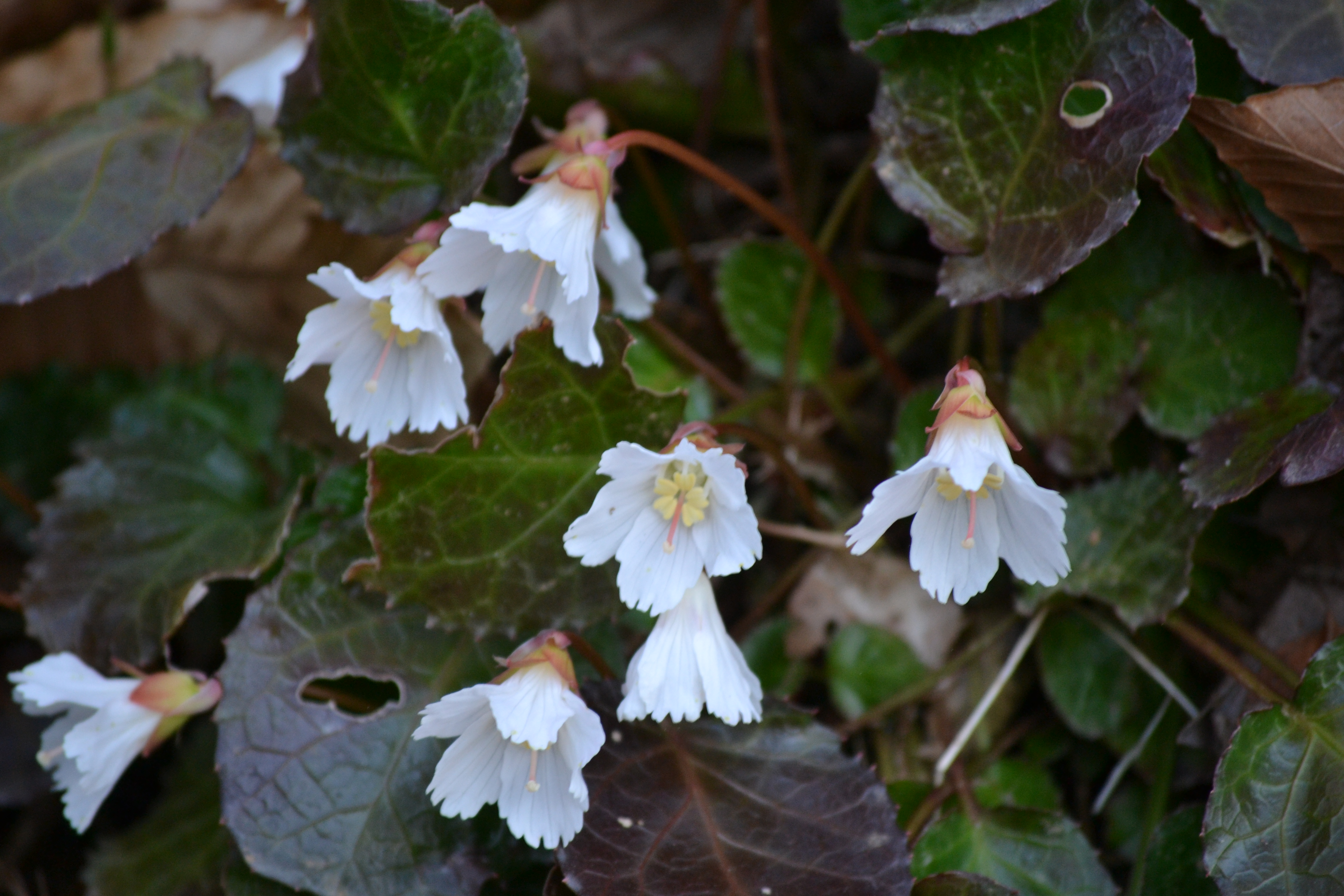
Shortia galacifolia